# أنت قدري (أغنية بول أنكا)

أنت قدري (بالإنجليزية: You Are My Destiny)‏ هي أغنية كتبها وغناها بول أنكا، وتم تسجيلها في سبتمبر 1957 وتم إصداره في أواخر خريف 1957، وصعدت إلى المركز السابع على قائمة بيلبورد الأمريكية 100 في وقت مبكر من عام 1958.

## نسخ أخرى للأغنية
أصدرت المغنية الفرنسية «داليدا» في نفس العام نسختها باللغة الفرنسية «أنت كنت مصيري Tu m'étais destinée»، كما أصدرت الفرقة الموسيقية الأرجنتينية «لوس سينو لاتينو Los Cinco Latinos» في عام 1959 نسختها الإسبانية بعنوان «أنت قدري Dímelo Tú». أعاد بول عنقا إصدار الأغنية عام 2007 في ألبومه «أغاني كلاسيكية: طريقي Classic Songs, My Way» كدويتو مع «مايكل بوبل»، أيضا أصدر الفنان اليوناني فاسيليكوس Vassilikos في عام 2009، نسخته الخاصة للأغنية في ألبومه المنفرد الأول «أغاني قديمة: الأغاني التي أتمنى لو كتبتها Vintage: Songs I Wish I Had Written». يصل عدد من قام بغناء نسخته الخاصة من الأغنية نحو 48 فنان.

## كلمات الأغنية
أنت قدري You Are My Destiny
أنت ما أنت عليه بالنسبة لي You are what you are to me
أنت سعادتي You are my happiness
هذا ما أنت عليه That's what you are
عندك العناق الجميل You have my sweet caress
أنت تشاركيني وحدتي You share my loneliness
أنت حلمي يحقق You are my dream come true
هذا ما أنت عليه That's what you are
السماء والسماء وحدهما Heaven and heaven alone
لا يمكن أن تأخذ حبك مني Can't take your love from me
لأني سأكون أحمق 'Cause I'd be a fool
لأترك يا عزيزي To ever leave you dear
ولن أكون أحمق أبدًا And a fool I'd never be
أنت قدري You Are My Destiny
أنت تشاركيني خيالي You share my reverie
أنت أكثر من مجرد حياة بالنسبة لي You're more than life to me
هذا ما أنت عليه That's what you are

## وصلات خارجية
https://www.paulanka.com/ أنت قدري (أغنية بول أنكا)
https://www.youtube.com/watch?v=reXhDL0XyxU أنت قدري (أغنية بول أنكا)